# Działko WJa-23
WJa-23 (ros. ВЯ-23, od Wołkow-Jarcew) – działko automatyczne kalibru 23 mm skonstruowane w Związku Radzieckim jako pokładowe uzbrojenie strzeleckie samolotów Ił-2, wprowadzone do uzbrojenia w 1941 roku.

## Historia

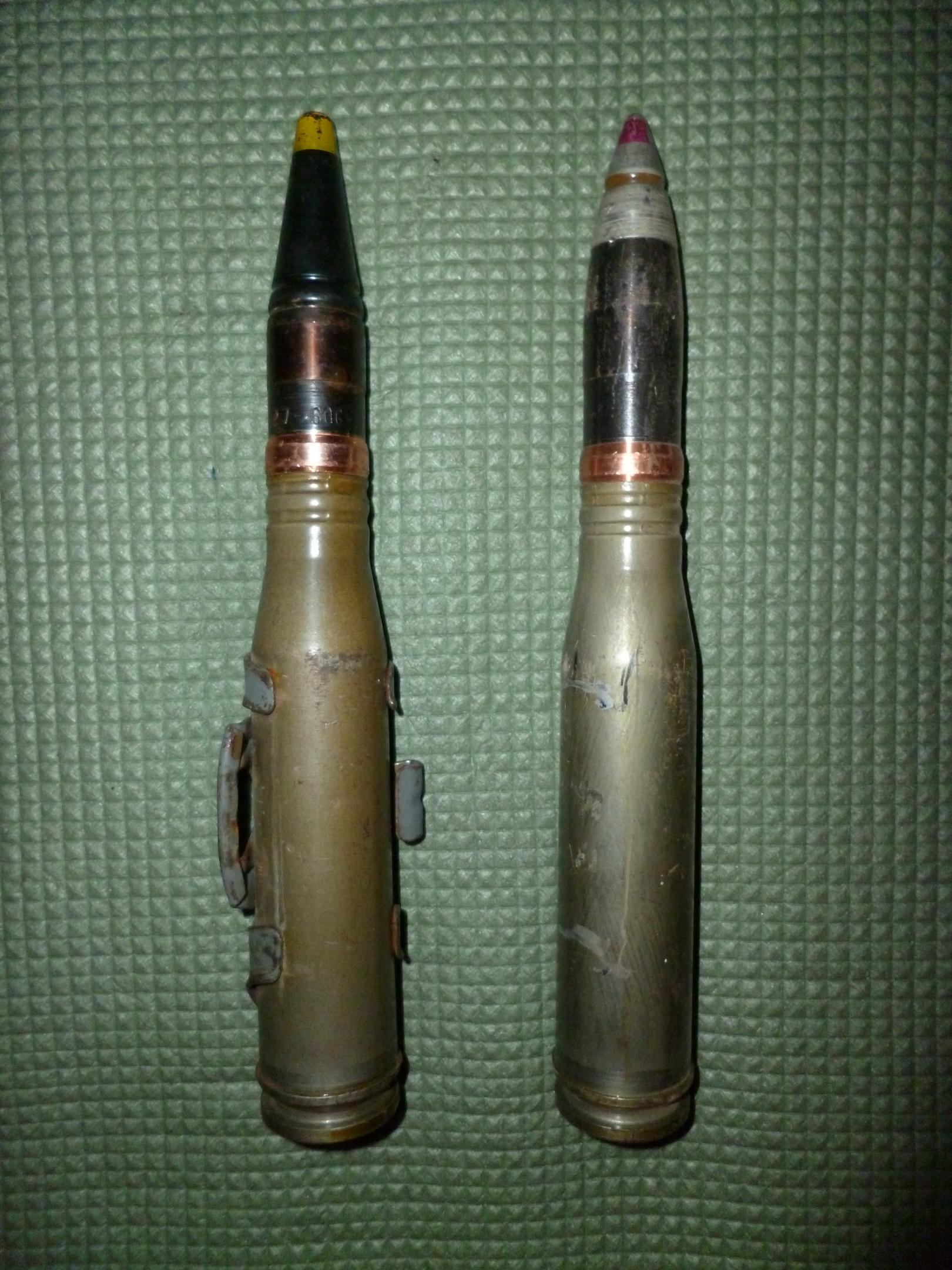
Naboje 23 × 152 mm (powojenne, do działka ZSU-23-2)

W maju 1940 roku konstruktorzy A.A. Wołkow i S.A. Jarcew z biura konstrukcyjnego CKB-14 mieli gotowe plany działka automatycznego kalibru 23 mm, oznaczonego jako TKB-201. Dopracowanie konstrukcji utrudniała słaba jakość dostępnej w końcu 1940 i w początku 1941 roku amunicji, która miała tendencję do niestabilnego odpalania, co zaburzało pracę automatyki. Broń ta była projektowana jako podstawowe uzbrojenie samolotu szturmowego Ił-2, ale ze względu na brak maszyny testowej pierwsze próby przeprowadzono na niemieckim ciężkim myśliwcu Messerschmitt Bf 110, montując armatę w kadłubie. Mimo dobrych osiągów broni, pierwszeństwo oddano konkurencyjnemu działku MP-6 tego samego kalibru Wkrótce jednak na jaw wyszły wady tej konstrukcji, co doprowadziło do kolejnych prób porównawczych obu armat w kwietniu i maju 1941 roku, przeprowadzonych już na Ile-2, które ostatecznie wygrała konstrukcja Wołkowa i Jarcewa i została przyjęta na uzbrojenie pod nazwą WJa.
Działko było przeładowywane energią gazów prochowych odprowadzanych przez boczny otwór w lufie, z zamkiem suwliwym, ryglowanym klinowo. Zasilane było z taśmy amunicyjnej, z której naboje dosyłane były bezpośrednio. W każdym cyklu, zamek był zatrzymywany w tylnym położeniu, by zapobiec zamykaniu broni z nabojem w komorze zamkowej, i uniknąć samoczynnego odpalenia, gdy lufa była nagrzana od ognia. Broń była ładowana i przeładowywana pneumatycznie.
Działko charakteryzowało się dużą szybkostrzelnością i użyciem silnego pocisku w porównaniu do podobnych konstrukcji o tym kalibrze. Głównymi wadami konstrukcji był duży odrzut, który wymagał stosowania sprężynowych amortyzatorów, i bardzo raptowne działanie, które powodowało przyspieszone zużywanie się części i prowadziło do zacięć, często niemożliwych do usunięcia w powietrzu. Zbyt duży odrzut uniemożliwiał też użycie działka na myśliwcach.
Do działka można było stosować trzy rodzaje amunicji, zapalająco-burzącą, zapalająco-burzącą ze smugaczem i przeciwpancerno-zapalającą. Masa pocisków wynosiła 200 gramów, z czego w wersji burzącej 10 gramów stanowił materiał wybuchowy. Pociski te miały ponad dwa razy większą masę i dwukrotnie większy ładunek materiału wybuchowego niż ówcześnie używane w działkach SzWAK pociski kalibru 20 mm. Wyprodukowany w pierwszej połowie 1941 roku pocisk przeciwpancerno-zapalający miał podkalibrowy penetrator, który umożliwiał przebicie pancerza o grubości 25 mm z odległości 400 metrów.
Działko produkowały fabryki Nr 2 i Nr 66, które w 1942 wypuściły 13 420 sztuk broni, w 1943 – 16 430, w 1944 – 22 820, w 1945 – 873, w 1946 – 2002 i w 1947 – 1247, co łącznie dało 64 655 armat.